# The Flowers of Romance (альбом)
The Flowers of Romance — третий студийный альбом британской группы Public Image Ltd, вышедший в 1981 году в Великобритании. Название альбома ссылается на The Flowers of Romance, ранней панк-группы в которую входили Кит Левен и Сид Вишес, название для которой придумал Джон Лайдон. «Flowers of Romance» также была названием ранней песни Sex Pistols. На обложке альбома изображена Джинетт Ли.

## Об альбоме
The Flowers of Romance в значительной степени сосредоточен на барабанах и перкуссии, и Левен описал альбом как, «вероятно… наименее коммерческий альбом, когда-либо записанный». Точно так же один из журналов заявил, что музыка столь серьёзна, чтобы придать правдоподобность заявлению главы звукозаписывающей компания, что The Flowers of Romance — один из большинства некоммерческих альбомов, когда-либо сделанных — по крайней мере, в пределах «популярного контекста».
Барабанщик Мартин Аткинс играл на трех песнях, в то время как участники группы Левен и Джон Лайдон играли на других всевозможных инструментах. В песне «Under the Horse» играют только Аткинс и Левен на двух барабанных линиях. Обработанный, в большей степени, звук барабана был создан под влиянием третьего альбома Питера Гэбриеля, на котором инженер Хью Пэдгем обработал барабаны Фила Коллинза. Коллинз, в свою очередь, был настолько впечатлен звуками на The Flowers of Romance, что он нанял инженера альбома, Ника Лонея, чтобы воспроизвести звук для его собственных проектов.
Всюду на альбому слышны различные звуки, такие как усиленное тиканье наручных часы, полностью изменённое фортепьяно и передачи по телевидению оперы, все эти звуки переплетаются между собой создавая различные звучание на разных песнях. Вокалист Джон Лайдон играл на скрипке Штроха и саксофоне (хотя он, как известно, не учился играть ни на каком из этих инструментов), и, согласно статье Rolling Stone об альбоме, просто барабанил во что-либо удобное для удара, включая лицевую сторону банджо на песни «Phenagen».
Инновационный стиль гитары Кита Левена был протянут ещё далее с помощью полностью измененных партий и тройного искажения, и гула его синтезаторов и трескотни всюду на альбому. У нескольких песен, например «Four Enclosed Walls» и «Phenagen» есть ближневосточное чувство.
Джа Уоббл покинул группу прежде, чем альбом были зарегистрированы, таким образом, Кит Левен играл на бас-гитаре на некоторых песнях, таких как «Track 8» и «Banging the Door», только на двух песнях.
Песня «Hymies Him» была первоначально написана Левеном как саундтрек к фильму «Волки» Майкла Уодли.
На написание песни «Francis Massacre» Лайдона вдохновило пребывание в ирландской тюрьме Моунтджой («Сядьте на всю жизнь, Маунтджой — это весело»).

## Запись сессии
Запись началась в студии Мэнор, которая была снята на две недели, в начале октября 1980 года. Только одна песня альбома была записана к концу этих сессий — «Hymies Him». Группа также сделала записала кавер на песни «Twist and Shout» и «Johnny Remember Me», которые остались невыпущенными.
Барабанщик Мартин Аткинс, который присоединился к группу к концу этих сессий, сделал запись барабанов к песни «Home Is Where the Heart Is», которая была написана во время американского тура 1980 года, и выпущена как би-сайд сингла «Flowers of Romance». Песня была микширована в студии Таунхаус, во время этого микширования, инженер сессии Стив Лиллиуайт был уволен и заменен Ником Лонеем, который также участвовал в написании песен.
Остальная часть альбома была зарегистрирована в студии Таунхаус, в Лондоне за две недели, в конце октября / начале ноября 1980 года. Барабанщик Мартин Аткинс также присоединился к этой сессий и также способствовал написанию песен. Он уехал 31 октября 1980, чтобы дать концерт в Нью-Йорке с его сольной группой Brian Brain. Невыпущенные песни, которые не вошли в альбом, были «Vampire» и «Woodnymphs».
Заключительная сессия была проведена через две недели, в начале декабря 1980 года, также в студии Таунхаус. На этой сессии группа сделала ремикс сингла «Flowers of Romance», и также сделала запись некоторых сверхдублей.

## Комментарии группы
- Кит Левен: «The Flowers of Romance очень редкий. На альбоме почти нет гитарных партий, в основном это только виолончель и барабаны. Единственная песня на которой я играл на гитаре это — „Go Back“, на котором я также играл на барабанах. Я сделал фонограмму аккомпанемента, взял гитару и начал играть, Джон начал петь. С материалом как на The Flowers of Romance мы делали фонограмму аккомпанемента, потом начинали делать различные компьютерные микширования, которые до сих пор сохранились у Джона. Он сделал соло на саксофоне, хотя он не знал как играть, но это его не особо волновало. Я сказал ему: „Отлично, мы сможем использовать это“. Всё это было очень экспериментально».
- Джон Лайдон: "Во время записи The Flowers of Romance Мартин должен был уехать на гастроли с его группой Brian Brain, и у него было только два свободных дня, таким образом, мы начали устанавливать множество разных барабанов, у нас не было времени, чтобы сделать реальный звук. Студия Таунхаус на Голдхок-Роуд перестраивалась, таким образом, ударная установка была установлена на деревянной раме над огромной глубокой ямой в комнате сделанной из камня, и это именно — то, что создало тот невероятный звук. Когда мы услышали этот звук, я воскликнул: «О, давайте сделаем только вершину для этого эха, и не надо использовать никакого эквалайзера».
- Мартин Аткинс: «В то время, когда мы записывали The Flowers of Romance, Ник Лоней и я экспериментировали в студии. Во время американского тура я купил часы с Микки Маусом в Диснейленд, и вот я принес эти часы в студию и записал их тиканье. И это тиканье звучит в песни „Four Enclosed Walls“. Как-то раз я остановился чтобы выпить воды Perrier, лента продолжала записывать, и я записал этот звук, потом я замедлил это звучание, и это походило на звуки издаваемые динозаврами. Это звучание было использовано для невыпущенной песни под названием „Vampire“».

## Список композиций
Все песни написаны Джон Лайдон, Кит Левин, кроме * Джон Лайдон, Кит Левин и Мартин Аткинс
1. «Four Enclosed Walls» — 4:44 *
2. «Track 8» — 3:15
3. «Phenagen» — 2:40
4. «Flowers of Romance» — 2:51
5. «Under the House» — 4:33 *
6. «Hymie’s Him» — 3:18
7. «Banging the Door» — 4:49 *
8. «Go Back» — 3:46
9. «Francis Massacre» — 3:31
10. «Flowers of Romance (Instrumental)» — 2:51 бонусный CD трек (взят из сингла «Flowers of Romance» 12")
11. «Home Is Where the Heart Is» — 7:34 бонусный CD трек (взят из сингла «Flowers of Romance»)
12. «Another» — 3:51 бонусный CD трек (взят из сингла «Memories»)

## Участники записи
- Джон Лайдон — вокал, скрипка Штроха, саксофон и перкуссии
- Кит Левен — гитара, бас-гитара, синтезатор, виолончель, пианино, барабаны и перкуссии
- Мартин Аткинс — барабаны на песнях «Four Enclosed Walls», «Under the House» и «Banging the Door» и неоплаченная сессия на «Flowers of Romance», синтезатор на песни «Banging the Door»